# Rural Waiheke
Rural Waiheke comprend les parties est et sud de l’île de Waiheke au niveau du Golfe de Hauraki près de la cité d’Auckland, dans l’Île du Nord de la Nouvelle-Zélande. 
A part les petits villages d’Ōmiha et de Orapiu, la zone sud et est  d’Onetangi est constituée principalement de fermes  et l’aérodrome de l’île de Waiheke (en) est approximativement au centre de l’Île.
Le Parc régional de Whakanewha (en) est une  réserve de 250 ha avec une forêt substantielle d’arbres natifs, un marais et une plage,.
Stony Batter (en) est une réserve spectaculaire de 20 ha contenant une ancienne installation de défense avec un système étendu de tunnels.

## Démographie
La zone statistique de Waiheke East couvre le secteur rural de Waiheke et aussi les îles plus petites du Golfe de Hauraki incluant l’Île Ponui , l’île de Pakihi (en) et l’île Rotoroa (en), aucune d’elles n’ayant de population substantielle. 
La part de la localité de Waiheke dans la surface de la zone statistique couvre 67,40 km2 et l’ensemble de la zone a une population estimée à 1 100 habitants en juin 2022 avec  une densité de population de 16 personnes par km2.
La localité de Waiheke East avait une population de 1 071 personnes lors du recensement de 2018, en augmentation de 168 personnes (18,6 %) depuis recensement de 2013, et une augmentation de 249 personnes (30,3 %) depuis le recensement de 2006 en Nouvelle-Zélande. 
IL y avait 435 logements et comprenait 522 hommes et 552 femmes, donnant un sexe-ratio de 0,95 homme pour une femme. 
L’âge médian était de 49,9 ans (comparé avec les 37,4 ans au niveau national), avec 171 personnes (16,0 %) âgées de moins de 15 ans, 126 personnes (11,8 %) âgées de 15 à 29 ans, 555 personnes (51,8 %) âgées de 30 à 64 ans, et 219 personnes (20,4 %) âgées de 65 ans ou plus.
L’ethnicité était pour 89,6 % européens/Pākehā, 11,8 % Māori, 5,6 % personnes du Pacifique (en), 2,8 % d’origine asiatiques (en), et 3,6 % d’une autre ethnicité. 
Les personnes peuvent s’identifier de plus d’une ethnicité en fonction de leur parenté.
Le pourcentage de personnes nées outre-mer était de 29,1 %, comparé avec les 27,1 % au niveau national.
Bien que certaines personnes choisissent de ne pas répondre à la question du recensement concernant leur affiliation religieuse, 63,0 % n’avaient aucune religion, 24,4 % étaient  chrétiens (en), 0,6 % avaient une croyance religieuse Māori (en), 0,6 % étaient Hindouistes (en), 0,3 % étaient musulmans, 1,4 % étaient bouddhistes (en) et 2,8 % avaient une autre religion.
Parmi ceux d’au moins 15 ans d’âge,  297 personnes (33,0 %) avaient un niveau de licence ou un degré supérieur et 111 personnes (12,3 %) n’avaient aucune qualification formelle. 
Le revenu médian était  de $32,500, comparé avec les $31,800 au niveau national.
189 personnes (21,0 %) gagnaient plus de $70,000 comparé avec les 17,2 % au niveau national. 
Le statut d’emploi de ceux d’au moins 15 ans était pour 405 personnes (45,0 %) un emploi à plein temps,  pour 171 personnes (19,0 %) un emploi à temps partiel et 12 personnes  (1,3 %) étaient sans emploi.